# Zelindo Ciro Martignoni
Ciro Zelindo Martignoni (San Benedetto Po, 3 giugno 1897 – 1973) è stato un politico italiano.

## Biografia
Nato in una famiglia di contadini prende parte alla alla prima guerra mondiale come tenente di artiglieria. Nel 1921, studente di ingegneria, aderisce al fascismo ed assume la segreteria del Fascio di Mantova, prendendo parte ad azioni squadristiche.
Nel biennio 1922-1924 assume la carica di Federale a Suzzara ed entra a far parte del direttorio del PNF della provincia mantovana, della quale assume la presidenza della deputazione provinciale.  Nel 1929 viene chiamato al ruolo di commissario straordinario della Federazione di Mantova, della quale assume la segreteria dal 1930 al 1934.
Membro del direttorio nazionale del partito dal 1932 al 1934 viene personalmente incaricato da Mussolini di assumere la guida della Federazione di Bologna per dirimere i conflitti tra Leandro Arpinati e Dino Grandi. Nel capoluogo felsineo è dapprima commissario straordinario e in seguito segretario.
Cessato dall'incarico diventa Console della Milizia presso l’Unione provinciale fascista agraria di Mantova. Nello stesso anno (1934) viene nominato Deputato e assume la presidenza dell'agenzia mantovana dell'AGIP. Nel 1939 entra far parte della Camera dei fasci e delle corporazioni in rappresentanza degli agrari della sua provincia.
Dopo la caduta del fascismo non aderisce alla Repubblica sociale italiana e si ritira a vita privata fino alla scomparsa.